# Georges Hartmann
Georges Hartmann, né Romain Jean François Hartmann à Paris le 15 mai 1843 et mort à Paris le 22 avril 1900, est un éditeur de musique et un librettiste français.
Il signait parfois ses œuvres sous le pseudonyme d'« Henri Grémont ». 

## Biographie
Fils de l'éditeur de musique Jean Hartmann, il devient éditeur en 1868. À partir de 1870, il est l'éditeur exclusif des opéras de Jules Massenet. Leur collaboration continuera au travers de l'écriture de divers livrets d'opéras de Massenet. Parallèlement, il fonde en 1873 avec le violoniste Édouard Colonne, le « Concert national », devenu après le retrait d'Hartmann, à la suite de difficultés financières, les Concerts Colonne. Hartmann édite aussi certaines œuvres de Georges Bizet, César Franck, Camille Saint-Saëns, Paul Lacombe. En 1891, sa maison d'édition fait faillite et est vendue à Henri Heugel, ce qui lui vaut l'interdiction d'exercer en tant qu'éditeur. Il poursuit alors son activité grâce au prête-nom Eugène Fromont.  

## Principales œuvres

### Participations aux livrets et œuvres mises en musique deJules Massenet
- Hérodiade, avec Paul Milliet sous le pseudonyme d'Henri Grémont, opéra, 1881 —
- Werther, avec Édouard Blau et Paul Milliet, opéra, 1892 -

### Participations à d'autres livrets
- Aude & Roland, avec Édouard Adenis, poème lyrique, 1867, mis en musique par Léon Honnoré,
- Madame Chrysanthème, avec Alexandre André, comédie lyrique d'après l'œuvre de Pierre Loti, 1887, par André Messager
- Mazeppa, opéra, avec Charles Grandmougin, 1892, par Clémence de Grandval
- L'Île du rêve, idylle polynésienne de Pierre Loti, avec André Alexandre, mis en musique par Reynaldo Hahn

1897,